# Novo Banco
O novobanco ou Novo Banco, SA é uma instituição financeira que se destaca como um dos principais bancos comerciais do país, com sede em Portugal. Estabelecido a 4 de agosto de 2014, em resultado de um processo de reestruturação e recapitalização do Banco de Portugal para salvar os activos bons do anteriormente falido Banco Espírito Santo (BES). O resgate do BES foi precipitado pelos prejuízos históricos de 3.577 milhões de euros. Por outro lado, os activos tóxicos do BES, foram transferidos para um "banco mau".
De 2017 a 2022, o novobanco implementou um plano de reestruturação que incidiu sobre áreas-chave como a melhoria da qualidade dos ativos, a redução de custos, a eficiência operacional e o realinhamento estratégico.O banco tomou medidas para reduzir a sua carteira de créditos não produtivos de 12,3% do rácio líquido de NPL em 2017 para 1,0% em 2022, incluindo a implementação de práticas rigorosas de gestão do risco, o reforço dos controlos internos e a criação de unidades de recuperação especializadas.
Adicionalmente, o novobanco racionalizou as suas operações, incluindo o desinvestimento da sua atividade internacional para se concentrar inteiramente em Portugal, e otimizou a sua estrutura de custos, com o Cost to Commercial Banking Income ("C/I") a diminuir de 75,4% em 2017 para 44% em 2022, numa base recorrente.
A partir de 2022 novobanco inicia uma nova etapa da sua história, com uma marca renovada, um balanço sólido e rácios de capital robustos. Nesta fase o banco apostou fortemente na renovação da sua rede comercial.
Em junho de 2025, o banco francês BPCE formalizou um acordo com a Lone Star para a aqisição da sua participação de 75% no novobanco, por 6,4 billion euros e ainda para adquirir os restantes 25% do banco detidos pelas autoridades portuguesas.

## Atividade e serviços
Atualmente, o novobanco é o 4º maior banco a atuar no mercado nacional , com 1,7 milhões de clientes, ativos de 42 mil milhões de euros e 10% de quota de mercado de crédito em dezembro de 2024. O novobanco desenvolve a sua atividade com um modelo de negócio centrado na banca comercial doméstica de empresas e particulares, disponibilizando todo o espectro de produtos financeiros a particulares, empresas e clientes institucionais..
Em dezembro de 2024, a rede comercial do novobanco conta com 290 balcões e 20 centros de empresas que cobrem todo o território nacional.
O novobanco opera uma ampla gama de serviços bancários, incluindo serviços de depósito, empréstimos, gestão de ativos, seguros, e investimentos, oferecendo soluções financeiras personalizadas.

## Reconhecimento pelo mercado
Subida de rating pela Moody's
Em junho de 2022 e novamente em abril de 2023, a Moodys sobe em 5 notches o rating das senior preferred notes do Novobanco, para Ba3 com perspetiva positiva inalterada.
O upgrade reflete “a melhoria significativa do perfil de crédito do novobanco em resultado de uma estratégia de redução de risco prosseguida durante vários anos, em linha com o plano de reestruturação acordado com a Comissão Europeia, que foi concluído com êxito”. A Moody’s acrescenta que “o upgrade do baseline credit assessment (BCA) do novobanco para ba3 de b2 reflete a significativa melhoria das métricas de solvabilidade do Banco, em particular no aumento da qualidade do ativo, forte rentabilidade e maior capacidade de absorção de perdas na sequência da profunda reestruturação das operações". Na análise, a Moodys considerou igualmente o progresso significativo da rentabilidade em 2022, com a agência de rating a esperar “continuação da tendência positiva com o repricing da carteira de empréstimos e menor repercussão no custo de financiamento.”
Também os ratings do long-term deposit foram alvo de revisão de Ba3 para Ba1.

## Prémio Banco do Ano em 2023, Portugal pela The Banker (FT Group)[12]
Em 2023, O novobanco foi distinguido como "Banco do Ano em Portugal" pelo The Banker, uma publicação de renome do Grupo Financial Times. Este prémio reconhece a dedicação do novobanco com os seus clientes, antecipando consistentemente as suas necessidades e fornecendo produtos e serviços bancários inovadores, eficientes e transparentes, baseados em elevados padrões éticos e de integridade. O rigoroso processo de avaliação do The Banker (Financial Times) enfatizou diversos aspetos que contribuíram decisivamente para esta distinção: 
• O robusto desempenho comercial e financeiro do novobanco, marcado por um crescimento sustentado e consistente da rentabilidade, a gestão financeira prudente, controlo de custos e forte geração de capital. 
• A inovação é central no compromisso do novobanco em constantemente melhorar a experiência bancária global dos clientes. O novobanco adota uma abordagem que integra os balcões, plataformas bancárias online e aplicações móveis num modelo de distribuição único a nível nacional. Esta integração permite que os clientes transitem sem esforço entre vários canais, proporcionando mais flexibilidade e conveniência. 
• As iniciativas de responsabilidade social corporativa do novobanco, que visam a sustentabilidade ambiental, o desenvolvimento comunitário e a inclusão financeira, desempenharam também m papel fundamental neste reconhecimento.

## História
O Novo Banco foi capitalizado em 4900 milhões de euros pelo Fundo de Resolução, criado pelo Estado português juntamente com o setor financeiro que contribuiu para fazer os montantes necessários para a capitalização do Novo Banco. O Novo Banco foi assim capitalizado com recursos da linha da Troika. Usaram-se também os 380 milhões que já estavam no fundo. O restante foi colocado pelos bancos privados em Portugal, somando 635 milhões de euros. Este fundo, que tem três administradores, é o único acionista do Novo Banco, até à realização de uma operação de venda. O Fundo de Resolução é uma estrutura criada em 2012 e que resulta de contribuições dos bancos e institutos financeiros em Portugal e da contribuição especial imposta ao sector financeiro. É auditado pelo Banco de Portugal e fiscalizado pelo Tribunal de Contas.
Vítor Bento, anterior presidente do Conselho de Administração da SIBS mudou-se para o Novo Banco. Um mês e meio depois de ter entrado em funções, Bento abandonou a liderança do Novo Banco e foi substituído em setembro de 2014 por Eduardo Stock da Cunha.
O Novo Banco incorporou todos os trabalhadores, as agências, os depósitos, os clientes de crédito e os detentores de obrigações seniores do Banco Espírito Santo.
Em agosto de 2014 foi lançada a primeira campanha de comunicação do Novo Banco, para dar início à mudança da imagem da instituição. A partir da campanha, que teve como símbolo uma borboleta, a 22 de setembro o banco estreou a sua nova identidade, que incorporou as asas do animal em formato de potência matemática, pretendendo simbolizar o compromisso “de voltar a ocupar a posição de liderança que o mercado sempre lhe reconheceu”. A mudança da marca foi feita de forma progressiva, iniciando-se pela substituição das fachadas dos balcões da instituição.
No dia 3 de dezembro de 2014, o Novo Banco divulgou o seu balanço de abertura, registando ativos na ordem dos 72,4 mil milhões de euros. O rácio de solvabilidade situou-se nos 9,2%, acima dos 7% exigidos pelo Banco de Portugal e dos 8% impostos pelo Banco Central Europeu. Os recursos de clientes superaram os 27,2 mil milhões de euros e o crédito concedido os 38,5 mil milhões, dos quais 70% foram dirigidos a empresas.
Em 2016, foi nomeado Presidente do Novo Banco António Ramalho.
Em março de 2017, o Banco de Portugal anunciou que o fundo americano Lone Star Funds passaria a deter 75% do capital social do novobanco , ficando o Fundo de Resolução do mesmo com os restantes 25%. Em outubro de 2017 o fundo americano Lone Star Funds fechou com o Banco de Portugal o acordo de compra, tendo passado a controlar 75% do novobanco. 
No âmbito desta venda, a Comissão Europeia, através da Direção-Geral da Concorrência (DGComp) impôs uma série de compromissos e medidas com o objetivo de garantir que a venda ocorresse de acordo com as regras da concorrência e que o Estado português não proporcionasse um tratamento preferencial à instituição, nomeadamente a venda de ativos não essenciais e a limitação de ativos tóxicos no balanço.
A partir desta data, o novobanco entra numa fase de restruturação tanto a nível das suas operações bem como da limpeza do seu balanço e concentração na sua atividade principal de banca comercial dedicada aos clientes particulares e empresas no mercado nacional. De 2017 a 2022, o novobanco implementou um plano de reestruturação que incidiu sobre áreas-chave como a melhoria da qualidade dos ativos, a redução de custos, a eficiência operacional e o realinhamento estratégico.
O banco reduziu o seu legado de créditos não produtivos de 12,3% do rácio líquido de NPL em 2017 para 1,0% em 2022, incluindo a implementação de práticas rigorosas de gestão do risco, o reforço dos controlos internos e a criação de unidades de recuperação especializadas.
A recionalização das operações incluiu  o desinvestimento na atividade internacional para se concentrar inteiramente em Portugal, e otimização da estrutura de custos, com o Cost to Commercial Banking Income ("C/I") a diminuir de 75,4% em 2017 para 44% em 2022, numa base recorrente.
No início de abril de 2020, o Fundo de Resolução pediu às Finanças que disponibilizasse mais 850 milhões de euros para injectar a tempo de o novobanco  fechar as suas contas referentes a 2019 com os rácios de solidez nos níveis exigidos pelas autoridades. O dinheiro foi transferido no início de Maio, sem aguardar os resultados da auditoria.
Apesar de apresentar enormes prejuízos — 1059 milhões de euros em 2019 — o novobanco  continuou a garantir aumentos de remunerações e prémios dos seus gestores. Em 2019 contratou um novo administrador financeiro, o irlandês Mark Bourke, tendo pago para tal 320 mil euros como bónus. Este valor acresce aos cerca de 2,3 milhões de euros atribuídos ao conselho de administração do banco em 2019, segundo o relatório e contas de 2019.
Em junho de 2020, o Partido Comunista Português afirmou que eram "inaceitáveis" as injeções de dinheiro público no novobanco  e insistiu na nacionalização do banco.
O novobanco oficializou o novo conselho de administração executivo para o mandato 2022-2025, após luz verde dos supervisores da banca. Mark Bourke assume definitivamente a liderança do banco, substituindo António Ramalho.

## Controvérsias

### Venda da GNB Vida
Em outubro de 2019, o Novo Banco concluiu a venda da seguradora GNB- Vida a fundos assessorados pela Apax Partners. Esta venda fazia parte dos compromissos assumidos em 2017 com a DGComp e devidamente autorizada pelo Fundo de Resolução.
O negócio foi feito por preço fixo inicial de 123 milhões de euros acrescido de uma componente variável até 125 milhões de euros representando um desconto de 68,5% face ao valor contabilístico inscrito no seu balanço de 30 de junho daquele ano. O Novo Banco alegou que esta operação (cuja perda para o banco, de 268,2 milhões de euros, foi compensada pelo Fundo de Resolução)  representava "um importante passo no processo de desinvestimento de ativos não estratégicos do Novo Banco".
Em agosto de 2020, o jornal Público avançou que o Novo Banco tinha vendido a GNB Vida a Greg Evan Lindberg, um magnata condenado por corrupção nos EUA. Contudo, esta informação foi desmentida pelo regulador do sector, a ASF, pelo Novo Banco e pelo Fundo de Resolução. Também a GamaLife, o novo nome da GNB Vida, desmentiu esta informação, em comunicado. Posteriormente, o jornal Público noticiou que os fundos da Apax que compraram a GNB Vida, depois do multimilionário americano Greg Lindberg ter desistido do negócio, mudaram a sua morada para a das empresas do investidor. A investigação do Público, conclui que existem ligações públicas e oficiais entre os compradores da GNB Vida ao Novo Banco e o referido gestor.

### Venda de imóveis
Em Julho de 2020, o jornal Público noticiou que o Novo Banco vendeu 13 mil imóveis, deu crédito e foi compensado (pelo Fundo de Resolução) pelas perdas. De acordo com a investigação do jornal, na operação anunciada no dia 10 de outubro de 2018 à CMVM, o Novo Banco vendeu 5.552 imóveis e 8.719 frações a sociedades lisboetas, detidas por uma sociedade luxemburguesa, que, por sua vez, pertence a um fundo de investidores anónimos nas ilhas Caimão. Este fundo comprou milhares de casas em Portugal e Espanha, a um preço baixo, e não arriscou os mais de mil milhões de dólares dos seus investidores porque a compra que fez ao Novo Banco foi garantida por um empréstimo do próprio Novo Banco, o vendedor.

### Desenvolvimentos
Em 16 de Outubro de 2020, os deputados da Comissão de Orçamento e Finanças aprovaram por unanimidade o texto conjunto do PS e PSD para realizar uma auditoria urgente ao Novo Banco, incluindo às operações de venda que obrigaram ao recurso ao Fundo de Resolução. O Fundo de Resolução encontra-se tecnicamente falido, com um prejuízo já  em 2019 de sete mil milhões de euros.

### Segunda auditoria do Tribunal de Contas
Em Julho de 2022, a segunda auditoria do Tribunal de Contas ao Novo Banco concluiu que “a gestão do Novo Banco não salvaguardou o interesse público”. De acordo com a auditoria,  não foi minimizado o recurso ao financiamento público por parte da gestão liderada pelo entretanto demissionário António Ramalho. Os auditores apontam em particular a venda de carteiras com descontos muito acentuados sem justificação, a aparente falta de propósito ou incapacidade da gestão para minimizar as perdas para o Estado ou os riscos de conflito de interesse em algumas operações. Também não poupam o Estado, nem o Banco de Portugal, e  alertam para um cenário em que o Estado poderá  ser obrigado a ter de injetar ainda mais dinheiro no Novo Banco. Segundo o TdC, "nem o Estado, nos compromissos assumidos perante a Comissão Europeia (CE), nem o Banco de Portugal (BdP), na negociação do Acordo de Capitalização Contingente, salvaguardaram a minimização do recurso ao apoio financeiro público, assegurando controlo público eficaz”.